# Pisseleu
Pisseleu ist eine französische Gemeinde mit 518 Einwohnern (Stand 1. Januar 2022) im Département Oise in der Region Hauts-de-France. Sie gehört zum Arrondissement Beauvais, zur Communauté de communes de la Picardie Verte und zum Kanton Grandvilliers.

## Geographie
Die Gemeinde liegt östlich der Landschaft Pays de Bray, zehn Kilometer nördlich von Beauvais auf einem Plateau über dem Flusstal des Thérain.

## Einwohner
| Jahr                       | 1962 | 1968 | 1975 | 1982 | 1990 | 1999 | 2010 | 2021 |
| -------------------------- | ---- | ---- | ---- | ---- | ---- | ---- | ---- | ---- |
| Einwohner                  | 186  | 168  | 169  | 188  | 269  | 336  | 424  | 515  |
| Quellen: Cassini und INSEE |      |      |      |      |      |      |      |      |

## Sehenswürdigkeiten
- 1492 erbaute und 1830 restaurierte Kirche Saint-Adrien.[1]

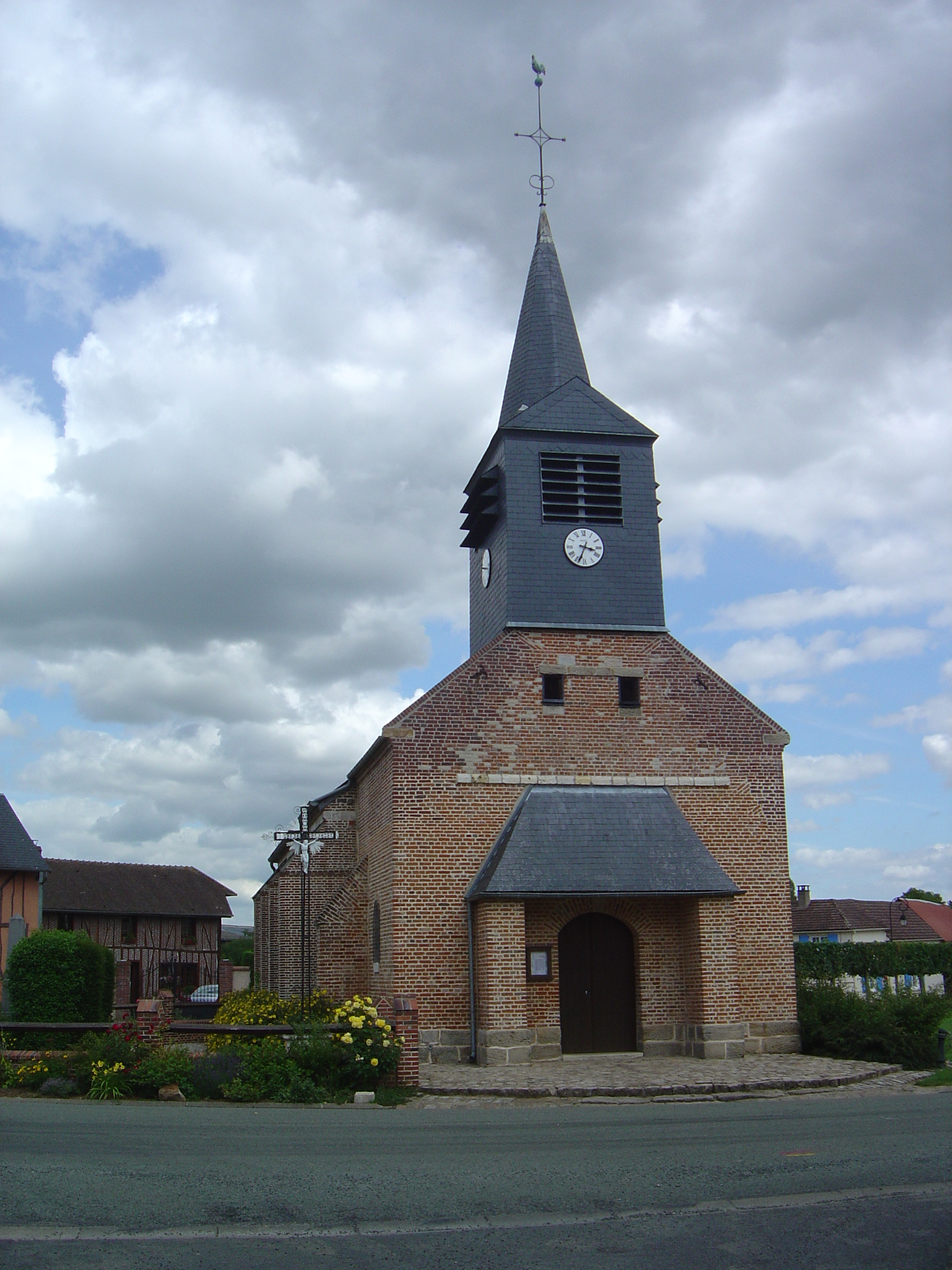
Kirche Saint-Adrien